# André Masson
André Masson (André Aimé René Masson, n. 4 ianuarie 1896, Balagny-sur-Thérain, Picardie⁠(d), Franța – d. 28 octombrie 1987, Paris, Île-de-France, Franța) a fost un pictor francez.

## Viața
André Masson a dedicat toată viața sa de artist, în căutarea lumei iraționalități , unde voia să exeprime probleme vitale, care a experimentat pe pielea sa pe parcursul primului război  mondial.
Masson s-a născut în Franța,  în Piccardia, pe data de 4 Ianuarie 1896, și a decedat pe data de 28 Octobrie 1987.
A început să invețe artă la "Academie de royale arts" la Bruxelles. În 1912 s-a mutat la Paris, unde a studiat la "Academie de beux arts" , arătănd mare interes pentru Cubism.
În 1914 a participat ca soldat pe parcusul primului război mondial.
După război l-a cunoscut pe André Breton, și mulțumită lui, a intrat sub influența Suprarealiștilor. A experimentat  tehnici diferite. El credea că artistul muncea mai bine daca era drogat, sau băut, de acea consuma de multe ori droguri .
În timpul celui de-al Doilea Război Mondial, Masson a fugit din Franța și a trăit în Statele Unite. Opera sa din această perioadă a câștigat atenție la New York și este considerată o punte între suprarealism și expresionismul abstract. Artiști precum Jackson Pollock au fost, se pare, inspirați de opera sa. A lucrat la Atelier 17 în New York.